# Deganwy
Deganwy är en ort i Storbritannien.   Den ligger i kommunen Conwy och riksdelen Wales, i den södra delen av landet, 300 km nordväst om huvudstaden London. Deganwy ligger 47 meter över havet och antalet invånare är 9 429.
Terrängen runt Deganwy är kuperad söderut, men norrut är den platt. Havet är nära Deganwy åt nordväst. Runt Deganwy är det ganska tätbefolkat, med 60 invånare per kvadratkilometer. Närmaste större samhälle är Colwyn Bay, 6,8 km öster om Deganwy. Trakten runt Deganwy består i huvudsak av gräsmarker.